# Christian Blunck
Christian Blunck (Hamburg, 28 juni 1968) is een voormalig hockeyer uit Duitsland, die speelde als verdediger en middenvelder. Met de Duitse nationale hockeyploeg nam hij tweemaal deel aan de Olympische Spelen (1992 en 1996). 
Bij zijn eerste olympische optreden, in 1992 in Barcelona, won Blunck de gouden medaille met de Duitse ploeg, die destijds onder leiding stond van bondscoach Paul Lissek. Hij werd na afloop uitgeroepen tot beste speler van het toernooi. 
Blunck, bijgenaamd Büdi, speelde in totaal 196 interlands voor zijn vaderland in de periode 1989-1998, waarvan vijf duels in de zaal. In clubverband kwam hij uit voor Harvestehuder THC. Met die club won hij vijf keer de Duitse landstitel.

## Erelijst
- 1991 –  Champions Trophy in Berlijn
- 1992 –  Champions Trophy in Karachi
- 1992 –  Olympische Spelen in Barcelona
- 1993 –  Champions Trophy in Kuala Lumpur
- 1994 –  Champions Trophy in Lahore
- 1996 – 4e Olympische Spelen in Atlanta
- 1997 –  Champions Trophy in Adelaide

Andreas Becker · 
Christian Blunck · 
Carsten Fischer · 
Volker Fried  · 
Michael Hilgers · 
Andreas Keller · 
Michael Knauth · 
Oliver Kurtz · 
Christian Mayerhöfer · 
Sven Meinhardt · 
Michael Metz · 
Klaus Michler · 
Christopher Reitz · 
Stefan Saliger · 
Jan-Peter Tewes · 
Stefan Tewes · 
Coach: Paul Lissek
Christoph Bechmann · 
Andreas Becker · 
Patrick Bellenbaum · 
Christian Blunck · 
Oliver Domke · 
Björn Emmerling · 
Carsten Fischer · 
Volker Fried · 
Michael Green · 
Michael Knauth · 
Christian Mayerhöfer · 
Sven Meinhardt · 
Klaus Michler · 
Christopher Reitz · 
Stefan Saliger · 
Jan-Peter Tewes · 
Coach: Paul Lissek